# Ommata romani
Ommata romani là một loài bọ cánh cứng trong họ Cerambycidae.